# Т-34-100
Т-34-100 — радянський дослідний середній танк. Розроблений в конструкторському бюро Заводу № 183.

## Історія створення
У середині 1940-х років активно велися роботи по збільшенню військової потужності танків Т-34. Однією з таких робіт займалося конструкторське бюро Заводу № 183. Основною метою модернізації Т-34 була установка 100-мм танкової гармати. У період з лютого по березень 1945 року був виготовлений перший зразок танка Т-34-100 з гарматою Д-10Т. Паралельно на Заводі № 92 в ініціативному порядку була розроблена 100-мм гармата ЛБ-1 для паралельних випробувань в складі модернізованого Т-34-100. Порівняльні випробування гармат проводилися на Гороховецькому артилерійському полігоні з 6 по 27 квітня 1945 року. За результатами випробувань гармата ЛБ-1 була визнана кращою. Однак, подальші роботи по Т-34-100 не проводилися, оскільки розроблявся більш досконалий танк Т-54. Танк мав таке ж озброєння, але з більш потужним бронюванням.

## Опис конструкції

### Броньовий корпус та башта
Основною відмінністю від базового варіанту є нова конструкція башти. Діаметр погона збільшений до 1700 мм, крім того, висота самої башти була зменшена. Паливні баки танка були перенесені у відділення управління.

### Озброєння
Як основне озброєння була використана 100-мм нарізна танкова гармата. Як варіанти розглядалися гармати Д-10Т і ЛБ-1. За своїми балістичним даними обидві гармати відповідали гарматі Д-10С, використовуваної в самохідній артилерійській установці СУ-100. Відмінності полягали в конструктивному виконанні. На відміну від Д-10Т, гармата ЛБ-1 мала вертикально-клиновий затвор та дулове гальмо. Боєкомплект танка становив 100 пострілів.
Додатково, з гарматою встановлювався спарений 7,62-мм кулемет ДТ з боєкомплектом 1500 патронів. Курсовий кулемет в Т-34-100 не встановлювався.

### Ходова частина
Через збільшену потужність гармати незначним змінам піддалася ходова частина танка, крім того конструкція силових передач Т-34-100 не дозволяла вести вогонь з гармати на ходу.

## Відео
- ТЕХНІКА ВІЙНИ №207. Прототипи танків. БТР Lazar-3. Безпілотний катер Madfox на YouTube